# Tokyo MX
Tokyo MX – japońska stacja telewizyjna, funkcjonująca od 1995 roku. 